# True Nobility
True Nobility er en amerikansk stumfilm fra 1916 af Donald MacDonald.

## Medvirkende
- Forrest Taylor som Phil Burton
- Charles Newton som Mr. Burton
- Marie Van Tassell som Mrs. Burton
- Lizette Thorne som Jean Bradford
- Harry von Meter som Lord Devlin